# Ceroplastes argentinus
Ceroplastes argentinus är en insektsart som beskrevs av Brethes 1921. Ceroplastes argentinus ingår i släktet Ceroplastes och familjen skålsköldlöss. Inga underarter finns listade i Catalogue of Life.